# Quérénaing
Quérénaing település Franciaországban, Nord megyében. Lakosainak száma 863 fő (2022. január 1.). Quérénaing Famars, Maing, Monchaux-sur-Écaillon, Verchain-Maugré, Sommaing, Vendegies-sur-Écaillon és Artres községekkel határos.

## Népesség
A település népességének változása:
| Lakosok száma | 942  | 925  | 886  | 881  | 870  | 859  | 861  | 863  |
|               | 2013 | 2015 | 2017 | 2018 | 2019 | 2020 | 2021 | 2022 |